# Lucas Vivas
Lucas Vivas fue un patriota argentino que destacó en la lucha contra las Invasiones Inglesas.

## Biografía
Lucas Vivas nació en la ciudad de Buenos Aires, hijo de Andrés Vivas y de Josefa Rodríguez Flores.
Casó con Josefa María Botello, hija de José Botello o Botelho, comerciante mayorista de vinos nativo de Río de Janeiro y alcalde de barrio del Cuartel 16, y de Josefa Andonaegui, hija de Tomás de Andonaegui.
Convertido en un vecino acomodado de la ciudad, compró el 27 de agosto de 1799 a Juan Gonzales una casa de 10,5 varas de frente y 34,75 de fondo pagando 10.400 reales (1.300 pesos plata, algo más de 76 onzas de oro).

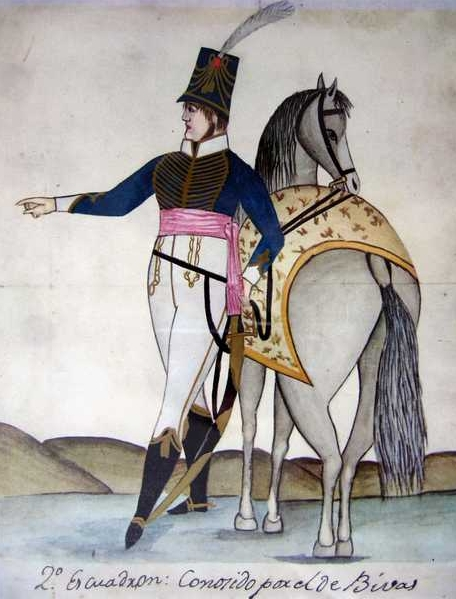
Oficial de los Húsares de Vivas.

Amigo de Juan Martín de Pueyrredón apoyó sus acciones de resistencia contra la ocupación de Buenos Aires por las fuerzas británicas en 1806. Tras la dispersión a resultas del Combate de Perdriel, Vivas permaneció en la campaña y al producirse el desembarco en Las Conchas del ejército de la reconquista comandado por Santiago de Liniers, Vivas fue uno de los primeros en presentarse con 50 hombres montados y armados.
Durante el avance sobre la ciudad "Lucas Vivas, y D. Tomás Castillón su segundo, á la cabeza de otros verdaderos patricios, me han hecho los servicios más distinguidos, como caballería ligera, rondando las noches enteras alrededor de mis campamentos", como destacaría Liniers tras la reconquista.
El Cabildo Abierto del 14 de agosto de 1806 otorgó el mando militar a Liniers y el político al regente de la Real Audiencia Lucas Muñoz y Cubero, y dispuso organizar cuerpos de milicias para defender a Buenos Aires de una previsible nueva invasión.
Juan Martín de Pueyrredón tuvo a su cargo la organización de las fuerzas de caballería, formándose un cuerpo de tres escuadrones de húsares, el primero bajo su mando directo y los restantes bajo las órdenes del ahora teniente coronel Lucas Vivas y de Pedro Ramón Núñez. 
Al mando de Vivas se formó así el Segundo Escuadrón de Húsares Voluntarios Urbanos, Húsares de Vivas o Infernales de Vivas con 161 plazas, elevadas a 186 en octubre de 1806. 
En los oficios del 4 y 10 de septiembre de 1806, elevados por Santiago de Liniers al Virrey Sobremonte y al ministro Manuel Godoy, informa ya la formación del cuerpo de Húsares por el Rey y por la Patria Voluntarios: "Tengo coordinados tres escuadrones de voluntarios cuyos individuos han servido a todos en la Reconquista quienes de por sí se obligan a uniformarse y a mantener caballos a pesebres; cada escuadrón debe componerse de ciento y veinte jinetes, armados sólo de sable y pistola, vestidos a la Húsara", por lo que se considera al de Húsares de Pueyrredón, con los escuadrones de Vivas y Núñez, el primer cuerpo de voluntarios creado para luchar contra los invasores.
Según lo dispuesto por la Junta de Guerra del 2 de marzo de 1807, los escuadrones de Húsares se elevaron a 203 hombres, organizados en 4 compañías y se dispuso su acuartelamiento ante la ocupación de Montevideo por las fuerzas inglesas. 

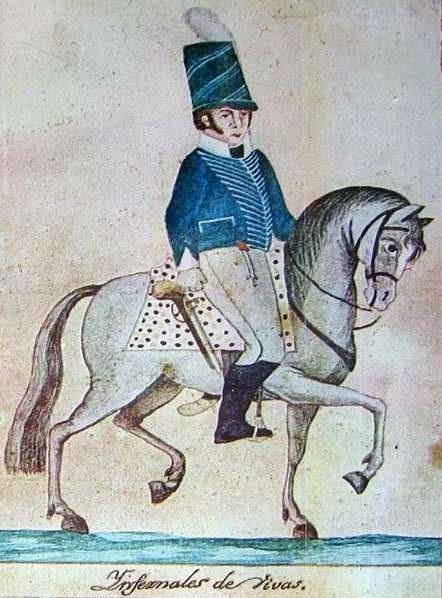
Soldado de los Húsares de Vivas.

Al producirse la segunda invasión inglesa al Río de la Plata, las milicias voluntarias constituyeron la fuerza principal de la defensa de la ciudad y tras un revés inicial en el combate de Miserere forzaron a capitular al fuerte ejército británico al mando de John Whitelocke y evacuar las posiciones ocupadas en la Banda Oriental.  Su escuadrón de Húsares mereció por su comportamiento la denominación de "Bravos de Vivas".
Derrotados los invasores, una Junta de Guerra efectuada el 23 de julio de 1807 decidió que finalizado ese mes solo permanecerían a sueldo el regimiento de Patricios y el primer escuadrón Húsares de Pueyrredón. Los demás cuerpos seguirían organizados pero sin goce de sueldo, como lo estaban antes de febrero de 1807.
Reemplazado Liniers, la junta de guerra del 11 de septiembre de 1809 presidida por el nuevo virrey Baltasar Hidalgo de Cisneros, reorganizó las fuerzas voluntarias de la ciudad de Buenos Aires, disolviendo el segundo y tercer escuadrón.
Durante 1810 Vivas estuvo a cargo de partidas celadoras, al menos hasta el mes de mayo. Del partido de la independencia, al igual que Pueyrredón (uno de sus precursores y principales líderes), Vivas adhirió a la Revolución de Mayo y fue uno de los oficiales que negaron su apoyo a la presidencia de Baltasar Hidalgo de Cisneros haciendo posible la conformación de la Junta del 25 de mayo.
El 4 de junio el gobierno solicitó a Vivas "que entregue las armas que le confirió el Virey para la persecución de vagos".
La Gazeta de Buenos Ayres del 23 de agosto de 1810 publicaba una nota que anunciaba que "En la mañana del 22 del corriente á consecuencia de orden sacó el Sr. Mayor de Plaza de la casa del Coronel, D. Lucas Vivas, treinta escopetas de que ya había dado parte al Sr. Vocal, Coronel D. Miguel de Azcuénaga; y por quanto algunos mal intencionados podrían ínterpretar este hecho en desdoro del predicho Coronel Vivas, se anuncia al Público, que en nada ha contribuido para que desmerezca el concepto de fidelidad y patriotismo que tiene bien acreditado".